# Serenity (attrice pornografica)
Serenity (Fort Leonard Wood, 29 ottobre 1969) è un'ex attrice pornografica statunitense.

## Biografia
Serenity è nata a Fort Leonard Wood e si è trasferita a Las Vegas all'inizio degli anni '90, dove si è laureata in giornalismo. Ha lavorato, inoltre, come cameriera e ballerina prima di entrare nell'industria pornografica.
Dopo aver lavorato come modella per riviste maschili, nel 1993 ha girato la sua prima scena con Alexis DeVell e PJ Sparxxx in Jennifer Ate per Wicked Pictures, casa con cui ha avuto un contratto in esclusiva tra il 1996 e il 2001. Successivamente, ha firmato con Hollywood Video e nel 2004 si è ritirata.
L'AVN l'ha classificata al 36º posto delle 50 miglior pornostar di sempre ed è stata la prima attrice a vincere consecutivamente due volte il premio come Best Actress.

## Vita privata
Ha sposato il suo socio di affari Steve Lane e i due hanno un figlio.

## Riconoscimenti
- AVN Awards
  - 2000 – Best Actress (video) per Double Feature![10]
  - 2001 – Best Actress (video) per M Caught in the Act[11]
  - 2005 – Hall of Fame[12]
- XRCO Award
  - 2007 – Hall of Fame[13]

Altri premi
- Exotic Dancer Award 1998 – Adult Movie Entertainer
- NightMoves Award 1998 – Best Actress (Fan's Choice)
- CAVR Award 1999 – Fan Favorite
- NightMoves Award 2000 – Best Actress (Fan's Choice)
- NightMoves Hall of Fame 2007

## Filmografia
- Jennifer Ate (1992)
- Toppers 5 (1992)
- Anus and Andy (1993)
- Assent Of A Woman (1993)
- Darker Side of Shayla 2 (1993)
- En Garde (1993)
- For The Money 1 (1993)
- For The Money 2 (1993)
- Girls Will Be Boys 5 (1993)
- Immortal Desire (1993)
- Inferno 1 (1993)
- Inferno 2 (1993)
- Look (1993)
- Positively Pagan 6 (1993)
- Stacked with Honors (1993)
- Toppers 20 (1993)
- Toppers 23 (1993)
- Within And Without You (1993)
- Adult Video News Awards 1994 (1994)
- Anal Ecstasy Girls 2 (1994)
- Busty Biker Babes (1994)
- Monkey Wench (1994)
- Temptation Of Serenity (1994)
- Toppers 26 (1994)
- Up And Cummers The Movie (1994)
- 1-900-FUCK 2 (1995)
- Cry Baby (1995)
- Devil in Miss Jones 5 (1995)
- Erotic Visions (1995)
- Pussywoman 3 (1995)
- Strippers Inc. 3 (1995)
- Strippers Inc. 4 (1995)
- Taboo 14 (1995)
- Taboo 15 (1995)
- Toppers 32 (1995)
- Adult Video News Awards 1996 (1996)
- Bombshell (1996)
- Cat Lickers 4 (1996)
- Cheerleader Strippers (1996)
- Deep Inside Ariana (1996)
- Dirty Bob's Xcellent Adventures 27 (1996)
- First Time Ever 2 (1996)
- Hillbilly Honeys (1996)
- Hollywood Spa (1996)
- Lip Service (1996)
- Scotty's X-rated Adventure (1996)
- Sorority Sex Kittens 3 (1996)
- Time Machine (1996)
- Adult Video News Awards 1997 (1997)
- Convention Cuties (1997)
- Crazed (1997)
- Dirty Bob's Xcellent Adventures 29 (1997)
- Dirty Bob's Xcellent Adventures 31 (1997)
- Dirty Bob's Xcellent Adventures 32 (1997)
- Dirty Bob's Xcellent Adventures 33 (1997)
- Dirty Bob's Xcellent Adventures 34 (1997)
- Dirty Bob's Xcellent Adventures 36 (1997)
- Dirty Bob's Xcellent Adventures 37 (1997)
- Enchanted (1997)
- Essentially Juli (1997)
- First Time Ever 3 (1997)
- Indigo Delta (1997)
- Jenna's Built for Speed (1997)
- Lost Angels (1997)
- Mike South's Georgia Peaches 1 (1997)
- Orgazmo (1997)
- Private Strippers (1997)
- Shelby Stevens Exposed (1997)
- Stripper's Serenade (1997)
- Sweet Innocence (1997)
- Date From Hell (1998)
- Double Feature (1998)
- Other Side of Serenity (1998)
- Pornogothic (1998)
- Suite Seduction (1998)
- Wicked Covergirls (1998)
- Wicked Sex Party 1 (1998)
- XRCO Awards 1998 (1998)
- Adult Video News Awards 1999 (1999)
- Car Wash Angels 2 (1999)
- Deep Inside Kylie Ireland (1999)
- Kissing Game (1999)
- Naked City Tampa Bay 1 (1999)
- Naked City Tampa Bay 2 (1999)
- Naked In Tampa Bay 1999 1 (1999)
- Serenity In Denim (1999)
- Shark (1999)
- Whack Attack 5 (1999)
- Bride of Double Feature (2000)
- Flash (2000)
- Guilty Pleasures (2000)
- M: Caught in the Act (2000)
- Vengeance (2000)
- WickedGirl.com (2000)
- XRCO Awards 2000 (2000)
- Adult Video News Awards 2001 (2001)
- Basically Becca (2001)
- Jack And Jill (2001)
- Love Shack (2001)
- Shayla Down Under (2001)
- XXX Training (2001)
- Fluffy Cumsalot, Porn Star (2002)
- Serenity's Roman Orgy (2002)
- Serenity In Toyland (2003)
- Da Vagina Code (2006)
- Missionary Impossible (2006)
- Blonde Legends (2007)
- Potty Mouth (2007)
- Saturday Night Beaver (2007)
- Red White And Goo (2008)
- Cockalicious (2011)
- Facial The Nation (2011)
- Babe Buffet: All You Can Eat (2012)
- Cuntry Girls (2012)
- School Girls Who Swallow (2012)
- Sexpionage (2012)
- Tuna Helper (2012)
- Blonde Lesbians (2013)
- Young Booty (2013)